# Camano Island
Camano Island ist eine Insel im Possession Sound, der einen Teil des Puget Sound im Nordwesten des US-Bundesstaats Washington bildet. Die Insel liegt im Island County zwischen dem Festland und Whidbey Island, wo mit Coupeville der Hauptort des Countys liegt, und von dem es durch die Saratoga Passage getrennt wird. Zwischen Camano Island und dem Snohomish County auf dem Festland liegt der Davis Slough. Eine Brücke verbindet die Insel im Nordosten mit dem Festland. 
Im Jahr 2000 hatte Camano Island 13.358 Einwohner. Die Fläche der Insel beträgt 102,99 km². Der größte See ist der Kristoferson Lake.

## Geschichte
In der voreuropäischen Zeit lebten auf der Insel Angehörige der Kikalos und der Snohomish. Sie nannten die Insel Kal-lut-chin, „Land, das in eine Bucht springt“.
Der heutige Name der Insel geht auf Jacinto Caamaño zurück, der 1792 eine der letzten spanischen Entdeckungsfahrten nach British Columbia und Alaska führte. 1825 brach ein Teil der Südspitze von Camano Island ab und stürzte in die See. Dieser Great Slide verursachte einen Tsunami, der die Bevölkerung auf dem südlicher gelegenen Hat Island in Sichtweite von Seattle tötete. Die Tulalip besiedelten die Insel nicht wieder, sondern suchten sie danach nur noch zum Muschelsammeln auf.
Charles Wilkes, der 1838–1842 die Region kartographierte, nannte die Insel MacDonough Island im Gedenken an Thomas MacDonough und seinen Sieg in der Schlacht am Lake Champlain während des Krieges von 1812 bis 1814 zwischen Großbritannien und den USA. Henry Kellett ersetzte diesen Namen 1847 im Rahmen der britischen Kartierungsbemühungen durch Camano. Noch der Gouverneur des Territoriums Washington, Isaac Stevens, nannte die Insel Perry Island.
Das Island County wurde offiziell am 6. Januar 1853 gegründet. Es wurde vom Thurston County abgetrennt und umfasste ursprünglich die heutigen Countys Snohomish, Skagit, Whatcom und San Juan. Heute umfasst das County neben Whidbey und Camano Island nur noch sechs unbewohnte Inseln, nämlich Smith Island im Westen, Deception und Pass Island im Deception Pass, sowie Ben Ure, Strawberry und Baby Island in der Saratoga Passage. 
Die ersten weißen Bewohner kamen 1855, zugleich mussten die Snohomish und ihre Verwandten die Insel verlassen und wurden in das Tulalip-Reservat umgesiedelt. Die neuen Bewohner lebten von der Holzfällerei, bis sie von bäuerlichen Siedlern abgelöst wurden. Die Holzfäller nannten die Insel Crow Island, Kräheninsel.
Einer der ersten Siedler war der Schotte Alexander Spithill (1824–1920), der zunächst in Utsalady lebte. Er kam im Oktober 1856 auf die Insel, gründete zusammen mit fünf Indianern ein Postunternehmen, und arbeitete in der Gegend um das spätere Marysville für Grennan & Craney am Nordende der Insel. 1857 heiratete er in zweiter Ehe die Indianerin Hessie Turner in Utsalady, mit der er vier Kinder hatte. In dritter Ehe, ebenfalls mit einer Indianerin, heiratete er Anastasia Newman, mit der er neun Kinder hatte. Er legte am Allen Slough das erste bekannte Holzfällerlager an. Ende der 60er Jahre arbeitete er im Tulalip-Reservat, kehrte jedoch 1890 nach Marysville zurück, das 1891 Stadtrecht erhielt. Als Republikaner saß er im Stadtparlament.

## State Parks
20 km südwestlich von Stanwood entstand 1949 der Camano Island State Park, wobei 500 Helfer von der Insel und aus Stanwood im Einsatz waren. Während der letzten Eiszeit bedeckte ein 1,5 km dicker Eispanzer die Insel. Die Gletscherbewegungen gaben der Region ihr heutiges Profil. 
2008 entstand der Cama Beach State Park im Südwesten der Insel, wo schon seit den 30er Jahren Einrichtungen für Touristen bestanden, die unter Schutz gestellt wurden und heute im National Register of Historic Places aufgelistet sind. Dort befindet sich auch ein Lehrpfad, der die natürlichen Sehenswürdigkeiten erschließt, aber auch die Stätten der Tulalip. In den 1880er Jahren bis etwa 1900 befand sich hier ein Holzfällerlager. Das bescheidene Resort geht auf LeRoy Stradley zurück, der es 1934 gründete. Es bestand als einziges auf der Insel bis 1989. 
Karen Hamalainen und Sandra Worthington entschlossen sich 1993, das Gebiet nicht an private Investoren zu verkaufen, sondern für nur 60 % des Marktpreises an den Staat abzugeben. 2001 waren die Restaurierungsmaßnahmen so weit fortgeschritten, dass das Resort Schutzstatus erhielt. 2002 wurde bei Bauarbeiten eine Begräbnisstätte gefunden, die die Tulalip für eine Stätte ihrer Vorfahren hielten. Sie boten der Regierung an, das Gebiet zu kaufen, doch lehnte diese ab. Auch die Swinomish, Samish und Upper Skagit entsandten Delegationen. Schließlich einigte man sich darauf, dass unter Leitung des Archäologen Dean Meatte und der Vertreter der Indianer, Richard Young und Hank Gobin, eine Erschließung erfolgen sollte. Werkzeugfunde und möglicherweise Relikte eines 2000 Jahre alten Dorfes bestätigten ihre Vermutungen. Schon bei Einrichtung des Resorts in den 30er Jahren hatte man etwa zwei Dutzend Gräber gefunden. 2006 entschied ein Gericht, dass die Bauarbeiten fortgesetzt werden konnten, 2008 wurde der Antrag der Tulalip, das Dorf in das National Register of Historic Places aufzunehmen, mangels ausreichender Dokumentation vorläufig abgelehnt.
Außer den beiden vom Staat Washington ausgewiesenen State Parks bestehen noch County Parks wie Utsalady Bay oder Cavalero Beach.